# Renocila limbata
Renocila limbata är en kräftdjursart som först beskrevs av Schioedte och Frederik Vilhelm August Meinert 1884.  Renocila limbata ingår i släktet Renocila och familjen Cymothoidae. Inga underarter finns listade i Catalogue of Life.